# Schiller-Galerie

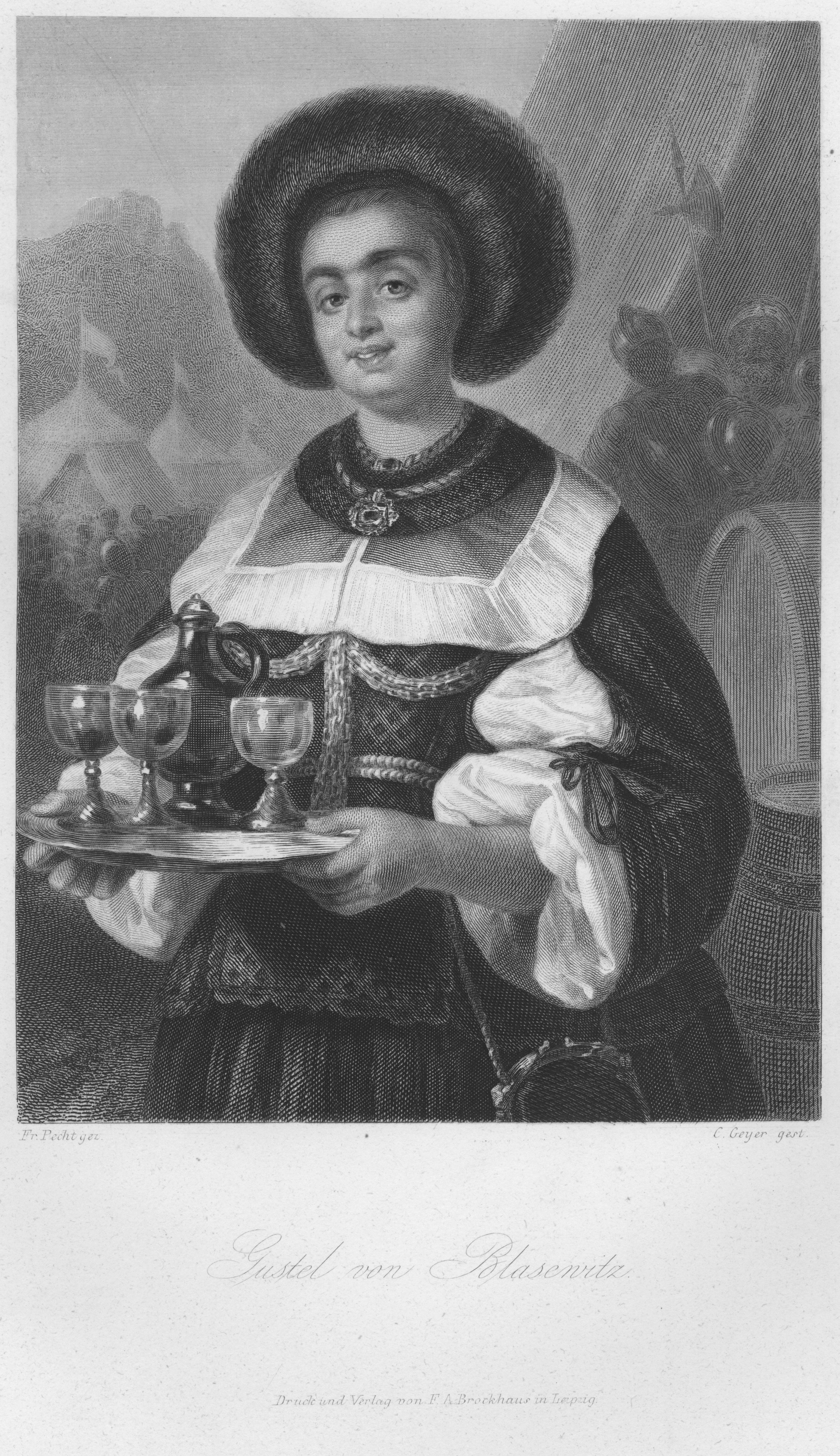
„Was? der Blitz!
Das ist ja die Gustel aus Blasewitz!“
in Wallensteins Lager;
Stahlstich von Conrad Geyer nach Friedrich Pecht, um 1859

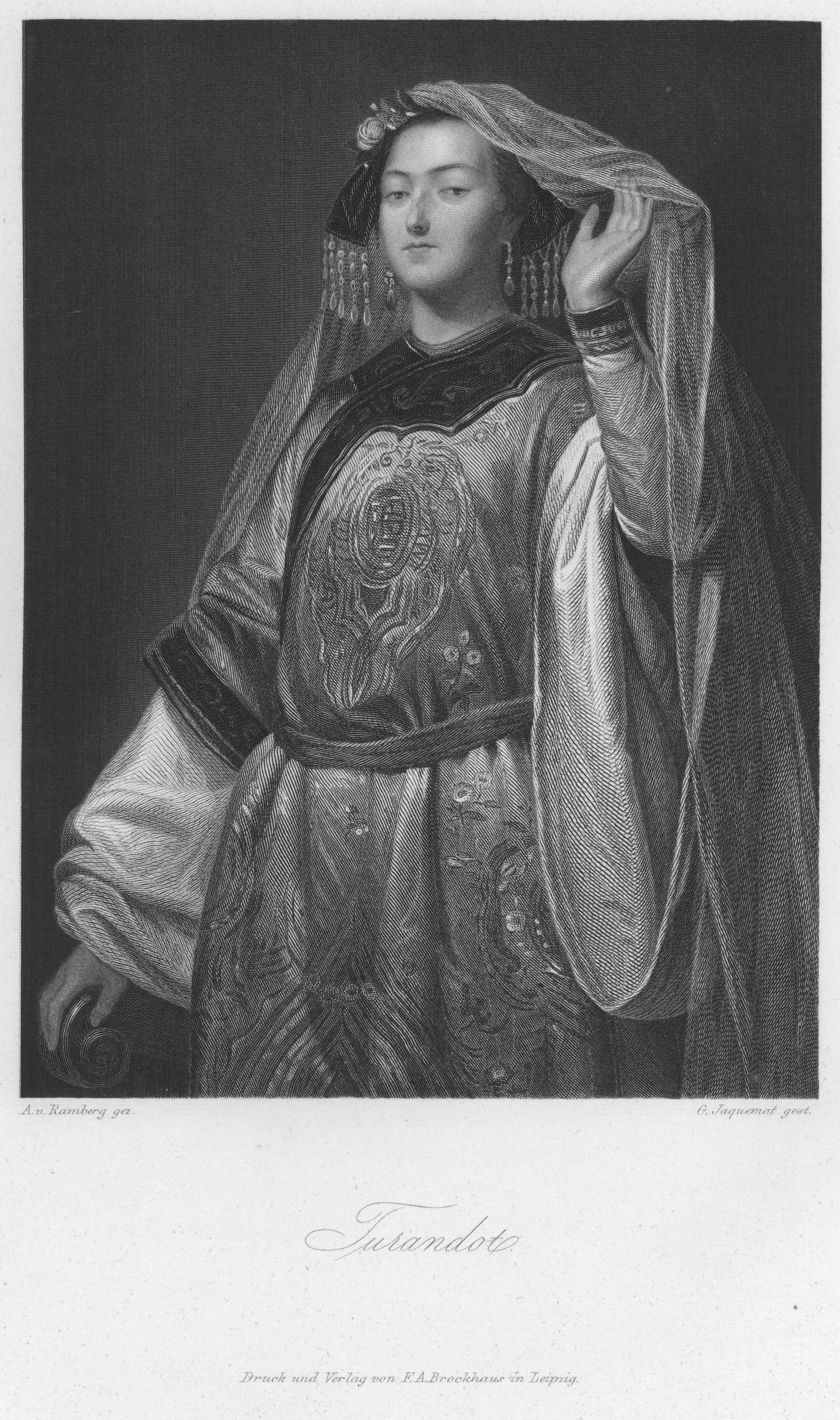
Turandot, Prinzessin von China,
G. Jaquemot nach Ramberg, um 1859

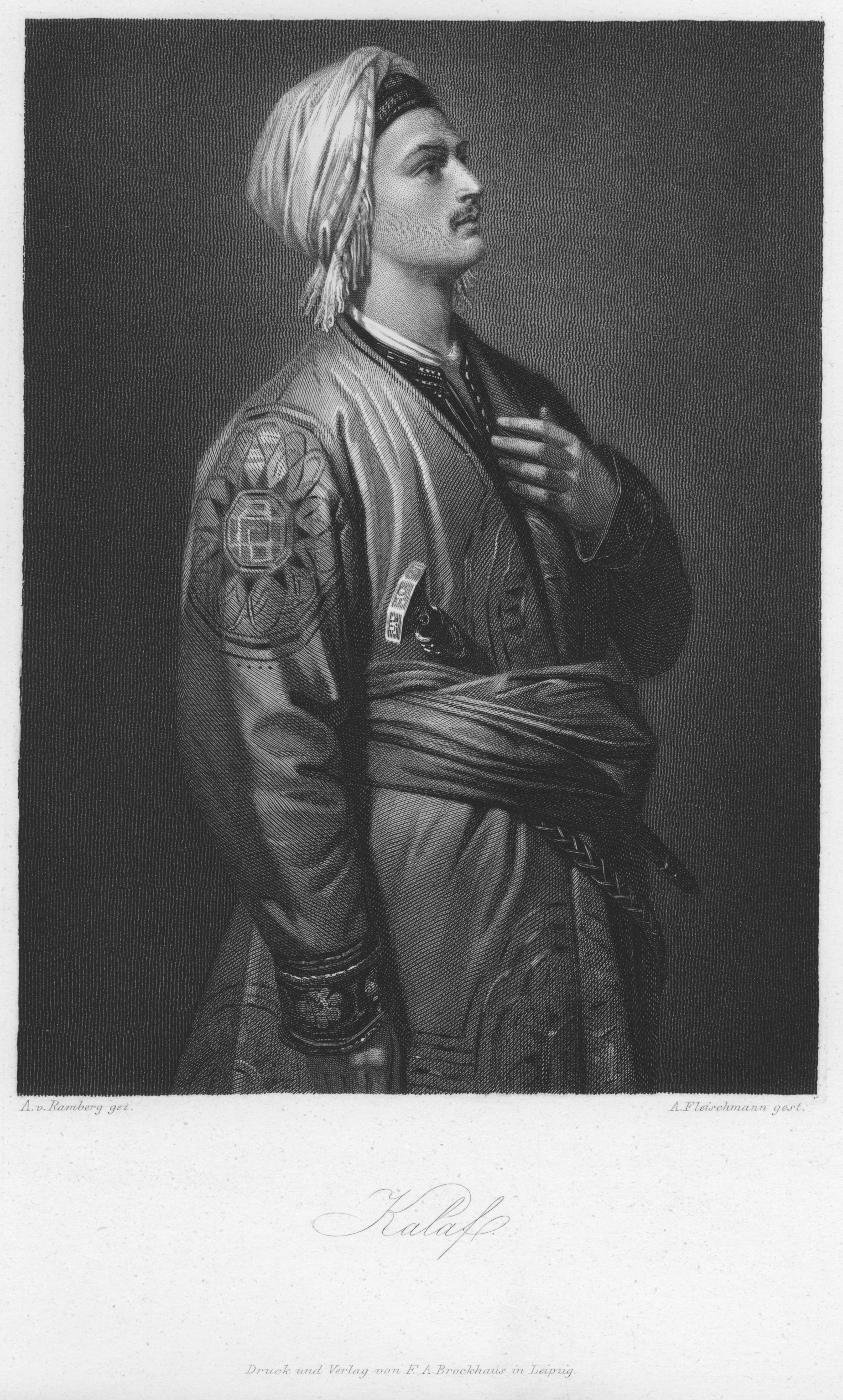
Kalaf aus Turandot,
Stahlstich von Fleischmann nach Ramberg

Schiller-Galerie ist der Name eines 1859 erschienenen Buches mit dem Untertitel Charaktere aus Schillers Werken. Es enthält 50 Stahlstiche zu Figuren aus Friedrich Schillers Dramen, die nach Vorlagen der Maler Friedrich Pecht und Arthur von Ramberg von verschiedenen Stahlstechern gestochen wurden. Die Erläuterungen schrieb Friedrich Pecht. Das Buch wurde von Friedrich Arnold Brockhaus in Leipzig herausgegeben.

## Abbildungen zu Schillers Werken
In der Schiller-Galerie finden sich Stiche nach den Vorlagen von Pecht und Ramberg von verschiedenen Stahlstechern, deren Namen im Buch einzeln aufgeführt werden, zu folgenden Personen:
- Friedrich Schiller;
- Charlotte von Lengefeld sowie

Charaktere aus
- Die Räuber;
- Die Verschwörung des Fiesco;
- Kabale und Liebe;
- Don Carlos;
- Wallenstein;
- Maria Stuart;
- Die Jungfrau von Orleans;
- Die Braut von Messina;
- Wilhelm Tell;
- Turandot;
- Demetrius:
- Der Geisterseher[2]

## Bekannte Stahlstecher
- Andreas Fleischmann[2]
- Veit Froer[2]
- Conrad Geyer[2]
- Georg Goldberg[2]
- Carl Arnold Gonzenbach[2]
- Georges François Louis Jaquemot[2]
- Karl Moritz Lämmel[2]
- Friedrich Gustav Adolf Neumann[2]
- Albrecht Fürchtegott Schultheiss[2]
- Lazarus Gottlieb Sichling[2]
- Johann Leonhard Raab[2]
- Heinrich Merz[2]
- Christoph Preisel[2]
- Alexander Rordorf[2]